# Mobile Suit Zeta Gundam
Mobile Suit Zeta Gundam (機動戦士Ｚガンダム, Kidō Senshi Zēta Gandamu) is een Japanse animeserie die werd uitgezonden van 1985 tot 1986. Het is de tweede serie uit de Gundam-franchise, en een vervolg op Mobile Suit Gundam. De serie werd geschreven en geregisseerd door Yoshiyuki Tomino. Personages werden ontworpen door Yoshikazu Yasuhiko.
De serie verscheen in 1994 in mangavorm. In 2005 en 2006 werd de serie opnieuw geproduceerd in de vorm van drie compilatiefilms. Deze brachten veel veranderingen aan in de originele verhaallijn.

## Achtergrond
Zeta Gundam wijkt op een aantal punten af van de vorige serie:
- De originele serie verhaalde over het persoonlijke leven van de hoofdpersonages, waarbij de kijker maar langzaam meer ontdekte over de politieke situatie in de wereld waarin de serie zich afspeelde. Zeta Gundam draait veel meer om deze politieke situatie, en met name het conflict tussen politieke en ideologische partijen.
- Het Titans-eliteteam heeft in de serie een totalitaire rol gelijk aan die van de Principality of Zeon in de vorige serie. Dit in tegenstrijd met de rol van de federatie in de voorgaande serie.
- Char Aznable speelt de rol van mentor voor de nieuwe hoofdpersoon: Kamille Bidan. Daarmee wordt hij zelf een tweede hoofdpersoon.
- In tegenstelling tot veel andere Gundamseries draait Zeta Gundam om een conflict tussen drie partijen: AEUG, Titans, en Axis Zeon. Dit scenario werd in 2002 herhaald in Mobile Suit Gundam SEED.
- Er is een zeer hoog dodental bij alle drie de strijdende partijen in de serie. Onder andere veel hoofdpersonages overleven de serie niet.
- Dit was de eerste Gundam-serie met meer dan een Gundamrobot. In de serie komen er vier voor: de RX-178 Gundam Mk-II, de MRX-009 Psyco Gundam, de MRX-009 Psyco Gundam en de Zeta Gundam.
- De Zeta Gundam, waar de serie naar vernoemd is, duikt pas halverwege de serie voor het eerst op. Tot die tijd gebruikt de protagonist, Kamille, de Gundam MK II.
- De serie stond model voor de latere serie Mobile Suit Gundam SEED Destiny.
- Van de vier Gundamseries die zich afspelen in de Universal Century-tijdlijn, is Zeta Gundam de enige waarin de Gundams niet beschikken over het "Core Block Systeem": een verborgen "Core Fighter" binnenin de Gundam.

## Verhaal
Het is het jaar UC 0087, zeven jaar na het einde van de eenjarige oorlog en de gebeurtenissen uit Operatie Stardust. De Aardse federatie stelt een eliteteam samen genaamd de Titans om de laatste leden van de Zeon-verzetsgroep op te sporen. De Titans raken geobsedeerd door hun missie, en beginnen wrede methodes te gebruiken om hun doel te bereiken. Ze veranderen in meedogenloze tirannen die zich toeleggen op het overheersen van de mensheid.
Er worden twee verzetsgroepen tegen de Titans opgericht: de AEUG (Anti-Earth Union Group) en de Karaba. De leden van deze groepen bestaan uit soldaten van de Earth Federal forces, voormalige soldaten van Zeon en militia uit de ruimtekolonies. De meest noemenswaardige is Bright Noa, die terugkeert als kapitein van een aanvalskruiser genaamd Argama.
Centraal staat Kamille Bidan, een tiener uit de Side 7 Green Noa 1 kolonie. Hij sluit zich aan bij de AEUG. Quattro neemt Kamille onder zijn hoede en wordt zijn mentor. Ook werkt Kamille samen met Amuro Ray, een van de helden uit de eenjarige oorlog. Bij een van de aanvallen op een basis van de Titans bemachtigd de groep een nieuwe Gundam, de Mk-II. Kamille wordt de piloot van deze Gundam, totdat hij later in de serie de Zeta Gundam krijgt.
Zaken worden gecompliceerder wanneer Paptimus Scirocco, een huurmoorde naar en robotontwerper van de Jupiter Energievloot, zijn eigen plan in werking zet. Hij pleegt een coup d'état en wordt de nieuwe leider van de Titans. Wanneer vervolgens ook nog eens Haman Karn, de ware leider van Axis Zeon, zich met de strijd gaat bemoeien escaleert het conflict tot een gevecht tussen drie partijen.

## Compilatiefilms
Ter viering van het 25-jarig bestaan van de Gundamseries, werden de 50 afleveringen van de serie verwerkt tot drie films. Deze trilogie draagt de titel "A New Translation".
Voor de films werd de serie digitaal opgepoetst, en werd soms nieuw beeldmateriaal toegevoegd. Ook werden enkele gebeurtenissen uit de serie aangepast of weggelaten om het verhaal vloeiender te laten verlopen.
De filmtrilogie was een hit, en haalde in Japan bijna 2 biljoen yen op.

## Cast
| Personage         | Japanse televisieacteur | Japanse filmacteur              | Engelse acteur           |
| ----------------- | ----------------------- | ------------------------------- | ------------------------ |
| Kamille Bidan     | Nobuo Tobita            | Nobuo Tobita                    | Jonathan Lachlan-Stewart |
| Quattro Bajeena   | Shūichi Ikeda           | Shūichi Ikeda                   | Tom Edwards              |
| Bright Noa        | Hirotaka Suzuoki        | Hirotaka Suzuoki                | Dave Kelly               |
| Emma Sheen        | Maya Okamoto            | Maya Okamoto                    | Lisa Christie            |
| Reccoa Londe      | Masako Katsuki          | Masako Katsuki                  | Meredith Taylor-Parry    |
| Fa Yuiry          | Miyuki Matsuoka         | Satomi Arai                     | Angie Beers              |
| Four Murasame     | Saeko Shimazu           | Yukana                          | Carol-Anne Day           |
| Henken Bekkener   | Jūrōta Kosugi           | Jurota Kosugi                   | David Pettitt            |
| Blex Forer        | Takaya Tōdō             | Kōji Ishii                      | Byron Close              |
| Amuro Ray         | Tōru Furuya             | Toru Furuya                     | Matthew Erickson         |
| Wong Lee          | Yukimasa Natori         | Kazumi Tanaka                   | Dean Galloway            |
| Paptimus Scirocco | Bin Shimada             | Bin Shimada                     | Jonathan Love            |
| Jerid Messa       | Kazuhiko Inoue          | Kazuhiko Inoue                  | Ethan Cole               |
| Mouar Pharaoh     | Yoshiko Sakakibara      | Marika Hayashi                  | Jennifer Holder          |
| Jamitov Hymem     | Tomomichi Nishimura     | Tomomichi Nishimura             | Steve Olson              |
| Bask Om           | Daisuke Gōri            | Daisuke Gōri                    | Noah Umholtz             |
| Beltorchika Irma  | Maria Kawamura          | Maria Kawamura                  | Kris Rundle              |
| Yazan Gable       | Hōchū Ōtsuka            | Hōchū Ōtsuka                    | Corby Proctor            |
| Sarah Zabiarov    | Yūko Mizutani           | Chizuru Ikewaki Kaori Shimamura | Maizun Jayoussi          |
| Rosamia Badam     | Kayoko Fujii            | Yū Asakawa                      | Jennifer Bain            |
| Haman Karn        | Yoshiko Sakakibara      | Yoshiko Sakakibara              | Valerie Howell           |
| Dr. Hasan         | Masaharu Satō           | Masaharu Satō                   |                          |